# 國家首都局
國家首都局（The National Capital Authority NCA），是澳洲聯邦政府的一個機關。主要負責聯邦政府的計畫和發展，以及澳洲首都特區坎培拉的規劃和部分管理。
成立於1989年，當澳洲首都特區被聯邦政府授予自治權。局的組成包含1名主席和4名成員，皆由澳洲總督負責任命。

## 演變歷程
- 1921年－1924年：聯邦首都諮議委員會
- 1925年－1930年：聯邦首都委員會
- 1938年－1957年：國家首都計畫與發展委員會
- 1958年－1989年：國家首都發展委員會

## 外部連結
https://www.nca.gov.au （页面存档备份，存于） 澳洲國家首都局